# مارکوس زبرگ
مارکوس زبرگ (انگلیسی: Markus Zberg؛ زادهٔ ۲۷ ژوئن ۱۹۷۴) دوچرخه‌سوار اهل سوئیس است.
از باشگاه‌هایی که در آن بازی کرده‌است می‌توان به تیم لوتوان‌ال–یومبو، تیم دوچرخه‌سواری گرواشتاینر، و تیم بی‌ام‌سی اشاره کرد.